# Barbara Ferrell
Barbara Ann Ferrell-Edmonson (Hattiesburg, 28 luglio 1947) è un'ex velocista statunitense, campionessa olimpica della staffetta 4×100 metri ai Giochi di Città del Messico 1968.

## Palmarès
| Anno | Manifestazione      | Sede              | Evento      | Risultato  | Prestazione | Note            |
| ---- | ------------------- | ----------------- | ----------- | ---------- | ----------- | --------------- |
| 1967 | Giochi panamericani | Winnipeg          | 100 m piani | Oro        | 11"59       |                 |
| 1968 | Giochi olimpici     | Città del Messico | 100 m piani | Argento    | 11"1        |                 |
| 1968 | Giochi olimpici     | Città del Messico | 200 m piani | 4ª         | 22"9        |                 |
| 1968 | Giochi olimpici     | Città del Messico | 4 × 100 m   | Oro        | 42"8        | Record mondiale |
| 1972 | Giochi olimpici     | Monaco            | 100 m piani | 7ª         | 11"45       |                 |
| 1972 | Giochi olimpici     | Monaco            | 200 m piani | Semifinale | 23"39       |                 |